# Kizielany
Kizielany – wieś w Polsce położona w województwie podlaskim, w powiecie sokólskim, w gminie Janów. 
Powstała w XVII wieku w czasie zasiedlenia Puszczy Kuźnickiej, należała do dóbr królewskich ekonomii grodzieńskiej.
Wieś królewska ekonomii grodzieńskiej położona była w końcu XVIII wieku  w powiecie grodzieńskim województwa trockiego. W latach 1975–1998 miejscowość administracyjnie należała do województwa białostockiego.
25 lipca 1920 r. na polach w  Kizielanach pod Janowem 13. Pułk Ułanów Wileńskich stoczył zwycięską bitwę z kawalerią bolszewicką. 
Wierni kościoła rzymskokatolickiego należą do parafii Matki Bożej Pocieszenia w Chodorówce.